# Eupompha viridis
Eupompha viridis es una especie de coleóptero de la familia Meloidae.

## Distribución geográfica
Habita en Colorado y Nuevo México en (Estados Unidos).